# Landkreis Birkenfeld
Landkreis Birkenfeld er en landkreis i  delstaten Rheinland-Pfalz i Tyskland.
Birkenfeld er hovedby. 

## Byer og kommuner
Kreisen havde 80720  indbyggere pr.  2018-12-31

- Idar-Oberstein, by (28323)

Forbundskommuner (Verbandsgemeinden) med tilhørende kommuner:
| (* markerer administrationsby) | |
| - 1. Verbandsgemeinde Baumholder 1. Baumholder, by * (4203) 2. Berglangenbach (458) 3. Berschweiler bei Baumholder (526) 4. Eckersweiler (164) 5. Fohren-Linden (348) 6. Frauenberg (397) 7. Hahnweiler (172) 8. Heimbach (1030) 9. Leitzweiler (109) 10. Mettweiler (246) 11. Reichenbach (526) 12. Rohrbach (167) 13. Rückweiler (390) 14. Ruschberg (796) - 2. Verbandsgemeinde Birkenfeld 1. Abentheuer (424) 2. Achtelsbach (400) 3. Birkenfeld, Stadt * (6984) 4. Börfink (169) 5. Brücken (1200) 6. Buhlenberg (481) 7. Dambach (159) 8. Dienstweiler (342) 9. Elchweiler (88) 10. Ellenberg (98) 11. Ellweiler (308) 12. Gimbweiler (394) 13. Gollenberg (119) 14. Hattgenstein (248) 15. Hoppstädten-Weiersbach (3609) 16. Kronweiler (326) 17. Leisel (530) 18. Meckenbach (119) 19. Niederbrombach (468) 20. Niederhambach (321) 21. Nohen (352) 22. Oberbrombach (412) 23. Oberhambach (270) 24. Rimsberg (120) 25. Rinzenberg (306) 26. Rötsweiler-Nockenthal (478) 27. Schmißberg (204) 28. Schwollen (435) 29. Siesbach (362) 30. Sonnenberg-Winnenberg (428) 31. Wilzenberg-Hußweiler (279) | - 3. Verbandsgemeinde Herrstein 1. Allenbach (629) 2. Bergen (435) 3. Berschweiler bei Kirn (268) 4. Breitenthal (319) 5. Bruchweiler (493) 6. Dickesbach (416) 7. Fischbach (875) 8. Gerach (224) 9. Griebelschied (175) 10. Herborn (502) 11. Herrstein * (806) 12. Hettenrodt (647) 13. Hintertiefenbach (313) 14. Kempfeld (756) 15. Kirschweiler (1047) 16. Langweiler (232) 17. Mackenrodt (376) 18. Mittelreidenbach (743) 19. Mörschied (812) 20. Niederhosenbach (289) 21. Niederwörresbach (846) 22. Oberhosenbach (131) 23. Oberreidenbach (616) 24. Oberwörresbach (123) 25. Schmidthachenbach (370) 26. Sensweiler (416) 27. Sien (514) 28. Sienhachenbach (180) 29. Sonnschied (100) 30. Veitsrodt (718) 31. Vollmersbach (459) 32. Weiden (83) 33. Wickenrodt (166) 34. Wirschweiler (290) - 4. Verbandsgemeinde Rhaunen 1. Asbach (145) 2. Bollenbach (129) 3. Bundenbach (856) 4. Gösenroth (235) 5. Hausen (193) 6. Hellertshausen (188) 7. Horbruch (341) 8. Hottenbach (575) 9. Krummenau (167) 10. Oberkirn (319) 11. Rhaunen * (2166) 12. Schauren (491) 13. Schwerbach (48) 14. Stipshausen (835) 15. Sulzbach (282) 16. Weitersbach (93) |